# Rejon pietrowski (Kraj Stawropolski)
Rejon pietrowski (ros.: Петровский район) – rejon w Kraju Stawropolskim w Rosji z siedzibą w Swietłogradzie.